# Comuna Sânmartin, Harghita
Sânmartin (în maghiară: Csikszentmárton) este o comună în județul Harghita, Transilvania, România, formată din satele Ciucani, Sânmartin (reședința) și Valea Uzului.

## Demografie
Componența etnică a comunei Sânmartin
     Maghiari (95,64%)
     Alte etnii (0,9%)
     Necunoscută (3,46%)
Componența confesională a comunei Sânmartin
     Romano-catolici (93,58%)
     Reformați (1,26%)
     Alte religii (1,3%)
     Necunoscută (3,86%)
Conform recensământului efectuat în 2021, populația comunei Sânmartin se ridică la 2.227 de locuitori, în scădere față de recensământul anterior din 2011, când fuseseră înregistrați 2.322 de locuitori. Majoritatea locuitorilor sunt maghiari (95,64%), iar pentru 3,46% nu se cunoaște apartenența etnică. Din punct de vedere confesional, majoritatea locuitorilor sunt romano-catolici (93,58%), cu o minoritate de reformați (1,26%), iar pentru 3,86% nu se cunoaște apartenența confesională.

## Politică și administrație
Comuna Sânmartin este administrată de un primar și un consiliu local compus din 11 consilieri. Primarul, Judit Potyó[*],  politician independent, este în funcție din 1 noiembrie 2024. Începând cu alegerile locale din 2024, consiliul local are următoarea componență pe partide politice:
|  | Partid                                 | Consilieri | Componența Consiliului | Componența Consiliului | Componența Consiliului | Componența Consiliului | Componența Consiliului | Componența Consiliului | Componența Consiliului | Componența Consiliului | Componența Consiliului |
|  | -------------------------------------- | ---------- | ---------------------- | ---------------------- | ---------------------- | ---------------------- | ---------------------- | ---------------------- | ---------------------- | ---------------------- | ---------------------- |
|  | Uniunea Democrată Maghiară din România | 9          |                        |                        |                        |                        |                        |                        |                        |                        |                        |
|  | Szabó Zsolt                            | 1          |                        |                        |                        |                        |                        |                        |                        |                        |                        |
|  | Részeg Ernő                            | 1          |                        |                        |                        |                        |                        |                        |                        |                        |                        |

## Personalități
- Menyhért Gábor Hajdu, senator